# Esquí de fons als Jocs Olímpics d'hivern de 2006 - 15 quilòmetres masculins
Als Jocs Olímpics d'Hivern de 2006 celebrats a la ciutat de Torí (Itàlia) es disputà una prova de 15 quilòmetres en estil clàssic d'esquí de fons en categoria masculina, que unida a la resta de proves conformà el programa oficial dels Jocs. Sobre un recorregut de 15 quilòmetres cada esquiador de fons sortí a intervals de mig minut per fer el recorregut.
Aquesta prova es disputà el 17 de febrer de 2006 a les instal·lacions esportives de Pragelato.

## Resum de medalles
| Or              | Argent      | Bronze         |
| Andrus Veerpalu | Lukáš Bauer | Tobias Angerer |

## Resultats

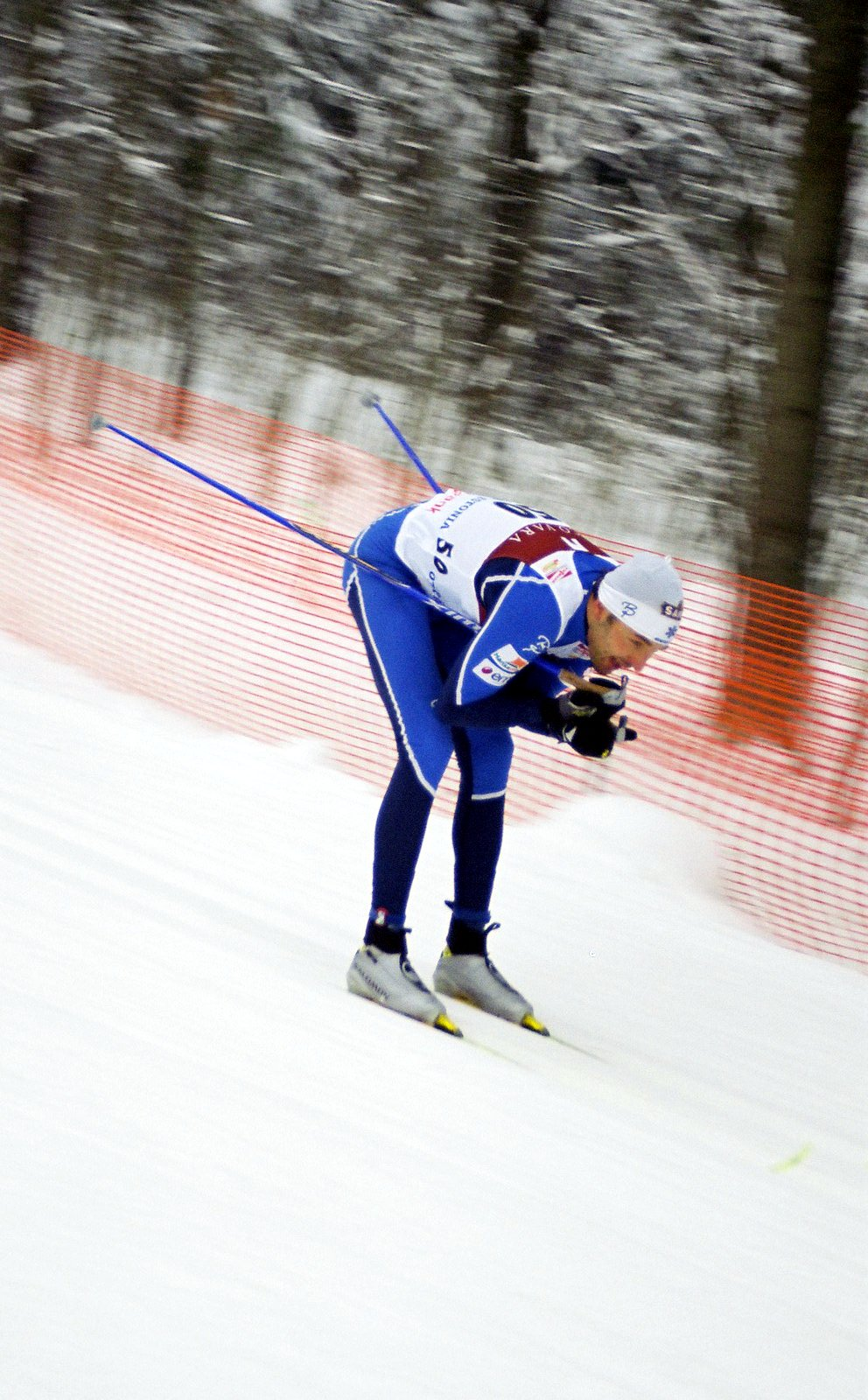
Andrus Veerpalu, guanyador de la medalla d'or.

| Pos. | Nom                       | CON                  | Temps        |
| ---- | ------------------------- | -------------------- | ------------ |
| 1    | Andrus Veerpalu           | Estònia              | 38:01.3      |
| 2    | Lukas Bauer               | Txèquia              | 38:15.8      |
| 3    | Tobias Angerer            | Alemanya             | 38:20.5      |
| 4    | Vassili Rotchev           | Rússia               | 38:24.4      |
| 5    | Jaak Mae                  | Estònia              | 38:35.2      |
| 6    | Johan Olsson              | Suècia               | 38:38.8      |
| 7    | Andreas Schlütter         | Alemanya             | 38:44.7      |
| 8    | Sergei Novikov            | Rússia               | 39:15.0      |
| 9    | Sami Jauhojärvi           | Finlàndia            | 39:15.3      |
| 10   | Anders Södergren          | Suècia               | 39:17.1      |
| 11   | Rene Sommerfeldt          | Alemanya             | 39:17.2      |
| 12   | Fulvio Valbusa            | Itàlia               | 39:18.8      |
| 13   | Mathias Fredriksson       | Suècia               | 39:19.1      |
| 14   | Vincent Vittoz            | França               | 39:27.3      |
| 15   | Alexander Lasutkin        | Belarús              | 39:35.3      |
| 16   | Frode Estil               | Noruega              | 39:39.6      |
| 17   | Roman Leybyuk             | Ucraïna              | 39:48.1      |
| 18   | Alexandre Rousselet       | França               | 39:48.4      |
| 19   | Mats Larsson              | Suècia               | 39:51.7      |
| 20   | Anders Aukland            | Noruega              | 39:53.6      |
| 21   | Kris Freeman              | Estats Units         | 39:57.4      |
| 22   | Ivan Babikov              | Rússia               | 39:59.5      |
| 23   | Jean Marc Gaillard        | França               | 40:09.2      |
| 24   | Christophe Perrillat      | França               | 40:12.0      |
| 25   | Janusz Krężelok           | Polònia              | 40:24.5      |
| 26   | Ivan Batory               | Eslovàquia           | 40:26.1      |
| 27   | Odd-Bjørn Hjelmeset       | Noruega              | 40:31.3      |
| 28   | Martin Bajčičák           | Eslovàquia           | 40:35.6      |
| 29   | Christian Stebler         | Suïssa               | 40:38.6      |
| 30   | Dmitrij Eremenko          | Kazakhstan           | 40:42.8      |
| 31   | George Grey               | Canadà               | 40:43.9      |
| 32   | Tero Similae              | Finlàndia            | 40:44.5      |
| 33   | Fabio Santus              | Itàlia               | 40:47.0      |
| 34   | Ivan Arteev               | Rússia               | 40:49.1      |
| 35   | Kaspar Kokk               | Estònia              | 40:51.7      |
| 36   | Maxim Odnodvortsev        | Kazakhstan           | 40:53.2      |
| 37   | Andrey Golovko            | Kazakhstan           | 40:58.0      |
| 38   | Valerio Checchi           | Itàlia               | 41:01.5      |
| 39   | Alexey Poltaranin         | Kazakhstan           | 41:09.7      |
| 40   | Cristian Saracco          | Itàlia               | 41:12.0      |
| 41   | Nobu Naruse               | Japó                 | 41:22.0      |
| 42   | Katsuhito Ebisawa         | Japó                 | 41:25.8      |
| 43   | Franz Göring              | Alemanya             | 41:29.9      |
| 44   | Jens Arne Svartedal       | Noruega              | 41:32.4      |
| 45   | Priit Narusk              | Estònia              | 41:35.8      |
| 46   | Diego Ruiz                | Espanya              | 41:37.9      |
| 47   | Devon Kershaw             | Canadà               | 41:42.7      |
| 48   | Olli Ohtonen              | Finlàndia            | 41:47.4      |
| 49   | Xia Wan                   | R.P. de la Xina      | 41:48.0      |
| 50   | Lars Flora                | Estats Units         | 41:53.1      |
| 51   | Andrew Johnson            | Estats Units         | 41:53.9      |
| 52   | Justin Freeman            | Estats Units         | 42:00.9      |
| 53   | Drew Goldsack             | Canadà               | 42:09.3      |
| 54   | Lauri Pyykonen            | Finlàndia            | 42:10.4      |
| 55   | Sabahattin Oglago         | Turquia              | 42:18.9      |
| 56   | Vladimir Olschanski       | Ucraïna              | 42:39.6      |
| 57   | Dan Roycroft              | Canadà               | 42:39.7      |
| 58   | Petr Michl                | Txèquia              | 42:54.0      |
| 59   | Joze Mehle                | Eslovènia            | 42:56.9      |
| 60   | Vitaly Martsyv            | Ucraïna              | 42:57.4      |
| 61   | Zsolt Antal               | Romania              | 43:10.0      |
| 62   | Li Geliang                | R.P. de la Xina      | 43:14.7      |
| 63   | Alexander Batyuk          | Ucraïna              | 43:17.4      |
| 64   | Tian Ye                   | R.P. de la Xina      | 43:32.2      |
| 65   | Vicente Vilarrubla        | Espanya              | 43:47.2      |
| 66   | Denis Klobucar            | Croàcia              | 43:55.4      |
| 67   | Ivan Bariakov             | Bulgària             | 44:06.3      |
| 68   | Valts Eiduks              | Letònia              | 44:12.0      |
| 69   | Wang Songtao              | R.P. de la Xina      | 44:12.2      |
| 70   | Damir Jurcevic            | Croàcia              | 44:20.8      |
| 71   | Francesc Soulie           | Andorra              | 44:42.6      |
| 72   | Mihai Galiceanu           | Romania              | 44:52.0      |
| 73   | Michal Malak              | Eslovàquia           | 44:52.9      |
| 74   | Muhammet Kızılarslan      | Turquia              | 45:06.8      |
| 75   | Intars Spalvins           | Letònia              | 45:13.4      |
| 76   | Zoltan Tagscherer         | Hongria              | 45:20.3      |
| 77   | Olegs Andrejevs           | Letònia              | 45:44.2      |
| 78   | Choi Im-Heon              | Corea del Sud        | 46:21.7      |
| 79   | Park Byung Joo            | Corea del Sud        | 46:38.9      |
| 80   | Jung Eui Myung            | Corea del Sud        | 46:40.8      |
| 81   | Alen Abramovic            | Croàcia              | 46:52.1      |
| 82   | Edmond Khachatryan        | Armènia              | 47:37.8      |
| 83   | Robel Teklemariam         | Etiòpia              | 47:53.8      |
| 84   | Darko Damjanovski         | Macedònia del Nord   | 48:33.7      |
| 85   | Khash Erdene Khurelbaatar | Mongòlia             | 48:47.2      |
| 86   | Martin Bianchi            | Argentina            | 49:08.0      |
| 87   | Rory Morrish              | Irlanda              | 50:28.1      |
| 88   | Hovhannes Sargsyan        | Armènia              | 50:45.7      |
| 89   | Bojan Samardija           | Bòsnia i Hercegovina | 51:28.8      |
| 90   | Mojtaba Mirhashemi        | Iran                 | 52:27.0      |
| 91   | Phillip Kimely Boit       | Kenya                | 53:32.4      |
| 92   | Helio Freitas             | Brasil               | 54:06.8      |
| 93   | Danny Silva               | Portugal             | 54:34.1      |
| 94   | Dachhiri Sherpa           | Nepal                | 56:47.1      |
| 95   | Arturo Kinch              | Costa Rica           | 66:50.3      |
| 96   | Prawat Nagvajara          | Tailàndia            | 67:15.9      |
| —    | Oliver Kraas              | Sud-àfrica           | no finalitzà |
| —    | Aleksej Novoselkij        | Lituània             | no finalitzà |
| —    | Martin Tauber             | Àustria              | 38:49.5      |